# Det de Beus
Anna Maria Bernadette "Det" de Beus, née le 18 février 1958 à Utrecht et morte le 21 juillet 2013 à Enkhuizen, est une ancienne gardienne de but de hockey sur gazon néerlandaise. Elle est médaillée d'or lors des Jeux de 1984 puis médaillée de bronze lors de ceux de 1988.
Elle était considérée comme la meilleure gardienne du monde.

## Biographie
Det de Beus est née à Utrecht en février 1958, dernière des quatre enfants d'Adriana de Beus (1910-1964) et de Louisa Geertruida Sonders (1921-1999). Elle perd son père à l'âge de six ans. Après le remariage de sa mère, la famille s'installe à Waalre où elle découvre le football puis le hockey grâce à une voisine. Âgée de dix ans, elle rejoint le club de hockey d'Eindhoven en tant que gardienne où elle est entrainée par Jan Willem Buij (nl).
Elle entre dans l'équipe internationale néerlandaise féminine en 1977 et y reste jusqu'en 1988. Durant cette décennie, elle joue 105 matchs et remporte trois championnats du monde, deux médailles olympiques ainsi que deux championnats d'Europe. 
Après avoir pris sa retraite sportive, elle travaille comme responsable de l'information au Rijksmuseum Amsterdam puis comme professeure d'éducation culturelle et sociale à l'université des sciences appliquées de La Haye.
Elle décède d'un cancer le 21 juillet 2013 à Rijswijk à l'âge de 55 ans.

## Palmarès

### Jeux olympiques
- médaille d'or du tournoi féminin en 1984 à Los Angeles,  États-Unis
- médaille de bronze du tournoi féminin en 1988 à Séoul,  Corée du Sud

### Championnats du monde
- médaille d'or en 1978 à Madrid,  Espagne
- médaille d'argent en 1981 à Buenos Aires,  Argentine
- médaille d'or en 1983 à Kuala Lumpur,  Malaisie
- médaille d'or en 1986 à Amstelveen,  Pays-Bas